# Böckwitz
Böckwitz ist ein Ortsteil der Ortschaft Jahrstedt und der Stadt Klötze im Altmarkkreis Salzwedel in Sachsen-Anhalt.

## Geographie
Das Rundlingsdorf Böckwitz liegt etwa 15 Kilometer südwestlich von Klötze in der Altmark am Grenzgraben Böckwitz-Zicherie, der hier die Grenze zu Niedersachsen bildet. Direkt benachbart ist der heutige Bromer Ortsteil Zicherie in Niedersachsen. Geologisch gesehen liegt das Dorf auf der Calvörder Scholle in der Nähe des Feuchtgebietes Drömling.

## Geschichte

### Mittelalter bis Neuzeit
Das Dorf Böckwitz wird erstmals 1420 urkundlich als dacz dorff czu Bakewissche (Orig. kokewitze) erwähnt, als Markgraf Friedrich Günzel von Bartensleben in der Herrschaft Wolfsburg belehnt. Weitere Nennungen sind 1492 bakewitze, 1687 Bockevitze und 1804 Böckwitz und Böckefitz.
Bis 1945 gingen die Zicherier Kinder in Böckwitz zur Schule. Durch die Errichtung der innerdeutschen Grenze und die schrittweise Abriegelung kamen die Kontakte bis 1952 weitgehend zum Erliegen. Damals wurden bei Zwangsaussiedlungen Häuser, die direkt an der Grenze lagen, abgerissen. Am 12. Oktober 1961 wurde südlich des Ortes der westdeutsche Journalist Kurt Lichtenstein erschossen, als er versuchte, mit Landarbeitern aus der DDR zu sprechen. Er war das erste Todesopfer an der Grenze nach dem Mauerbau in Berlin. Die Teilung des Doppeldorfs Böckwitz/Zicherie wurde in der Bundesrepublik Deutschland als Beispiel der Unmenschlichkeit der Grenze thematisiert. So wurden Abbildungen von grenznahen Häusern der beiden Dörfer in Schulbüchern abgedruckt. Heute liegt Böckwitz am Grünen Band Deutschland.

### Eingemeindungen
Bis 1807 gehörte das Dorf zum Salzwedelischen Kreis der Mark Brandenburg in der Altmark. Danach lag es 1807 bis 1808 im Kanton Brome und von 1808 bis 1813 im Kanton Jübar auf dem Territorium des napoleonischen Königreichs Westphalen. Ab 1816 gehörte die Gemeinde zum Kreis Salzwedel, dem späteren Landkreis Salzwedel.
Böckwitz wurde am 15. Juni 1950 in den neuen Kreis Gardelegen umgegliedert. Am 25. Juli 1952 kam die Gemeinde dann zum Kreis Klötze. Am 1. Januar 1974 wurde Böckwitz in die Gemeinde Jahrstedt eingemeindet. Mit der Eingemeindung von Jahrstedt nach Klötze am 1. Januar 2010 kam der Ortsteil Böckwitz zur neu entstandenen Ortschaft Jahrstedt und zur Stadt Klötze.

### Einwohnerentwicklung
| Jahr | Einwohner |
| ---- | --------- |
| 1734 | 64        |
| 1774 | 63        |
| 1789 | 75        |
| 1798 | 83        |
| 1801 | 83        |
| 1818 | 71        |

| Jahr | Einwohner |
| ---- | --------- |
| 1840 | 132       |
| 1864 | 150       |
| 1871 | 155       |
| 1892 | [0]171    |
| 1885 | 182       |
| 1895 | 190       |

| Jahr | Einwohner |
| ---- | --------- |
| 1900 | [0]175    |
| 1905 | 190       |
| 1910 | [0]202    |
| 1925 | 216       |
| 1939 | 200       |
| 1946 | 272       |

| Jahr | Einwohner |
| ---- | --------- |
| 2017 | [0]127    |
| 2018 | [0]139    |
| 2020 | [00]131   |
| 2021 | [00]123   |
| 2022 | [0]125    |
| 2023 | [0]125    |

Quelle, wenn nicht angegeben, bis 1946:

## Religion
Die evangelischen Christen aus Böckwitz sind in die Kirchengemeinde Steimke eingekircht, die früher zur Pfarrei Steimke gehörte und heute betreut wird vom Pfarrbereich Steimke-Kusey im Kirchenkreis Salzwedel im Bischofssprengel Magdeburg der Evangelischen Kirche in Mitteldeutschland.
Böckwitz hatte nie eine Kirche. Anfangs, im Jahr 1686, eingekircht in Steimke, gehörte es ab 1794 mal zu Brome mal zu Altendorf im Lüneburgischen. Nachdem 1854 die Pfarrei Steimke endgültig von der Pfarrei Brome abgezweigt wurde, blieb Böckwitz dauerhaft bei Steimke.

## Kultur und Sehenswürdigkeiten

### Museum

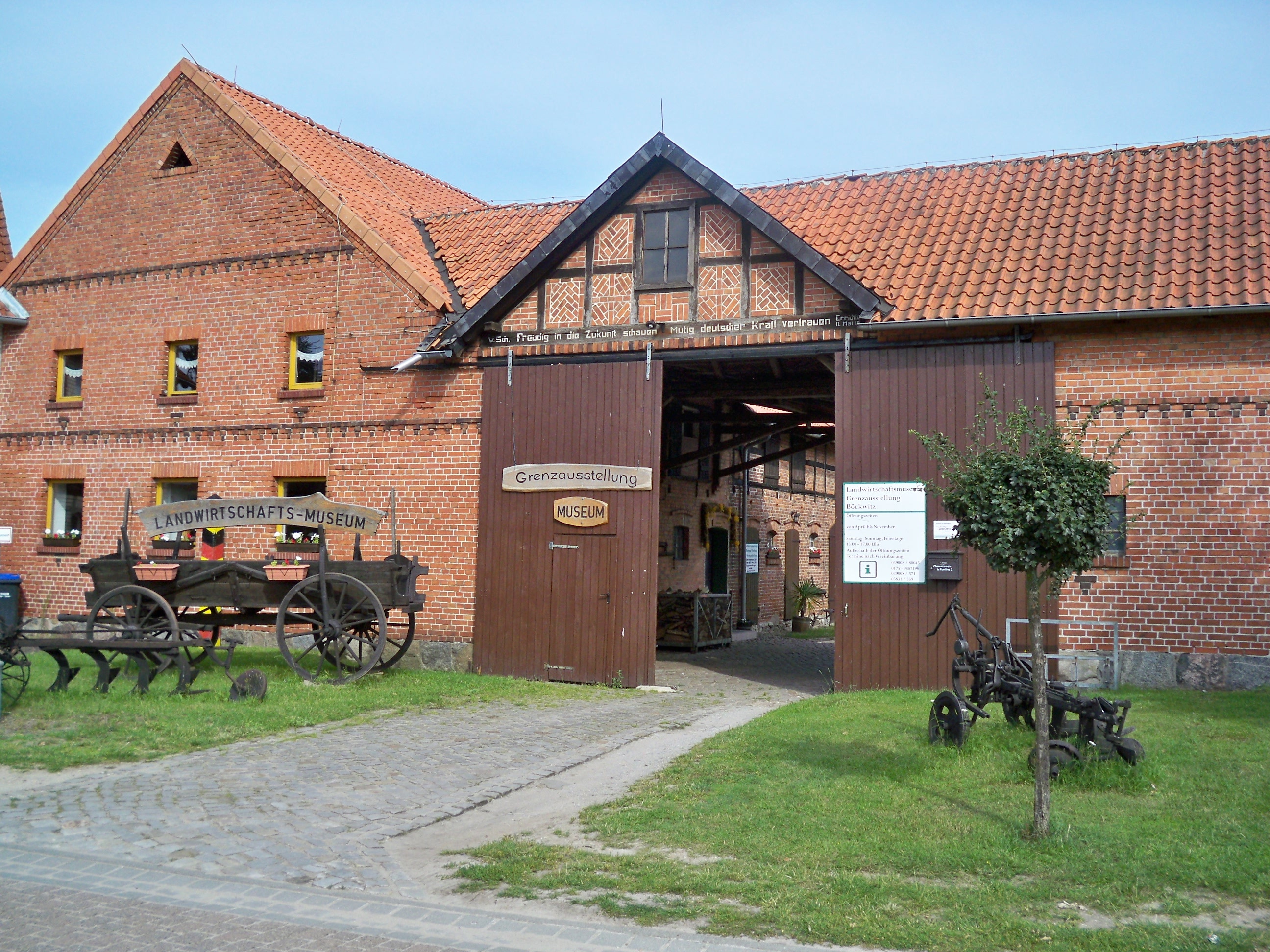
Museum

Im Museum Böckwitz werden seit 1996 auf einer Fläche von etwa einem Hektar mehr als 10.000 Exponate der Öffentlichkeit zugänglich gemacht. Die Landwirtschafts- und Grenzgeschichte des Ortes werden hier dokumentiert. In einer noch im Aufbau befindlichen Grenzausstellung werden Bild-, Wort- und sonstige Originaldokumente ausgestellt. Das Museumsgelände ist ein alter Bauernhof mit fachwerkgetreuen Scheunen, einem 2002 wieder aufgebauten Backhaus von 1911 und einem Bauerngarten, der nach früheren Richtlinien gestaltet wurde. In einem Seitenbauwerk befinden sich historische Geräte, Maschinen, Kleidungsstücke und andere typisch altmärkische Exponate. Eine Schmiede-, Küchen- und Schlafzimmerausstellung gehört ebenfalls zum Museumsareal. Das Museum wird durch einen Verein betrieben, der auch traditionelle Brauchtumsfeste, wie zum Beispiel Kräutertage, Getreidemahd und Dreschtag, aber auch Lesungen zur Grenzgeschichte durchführt.

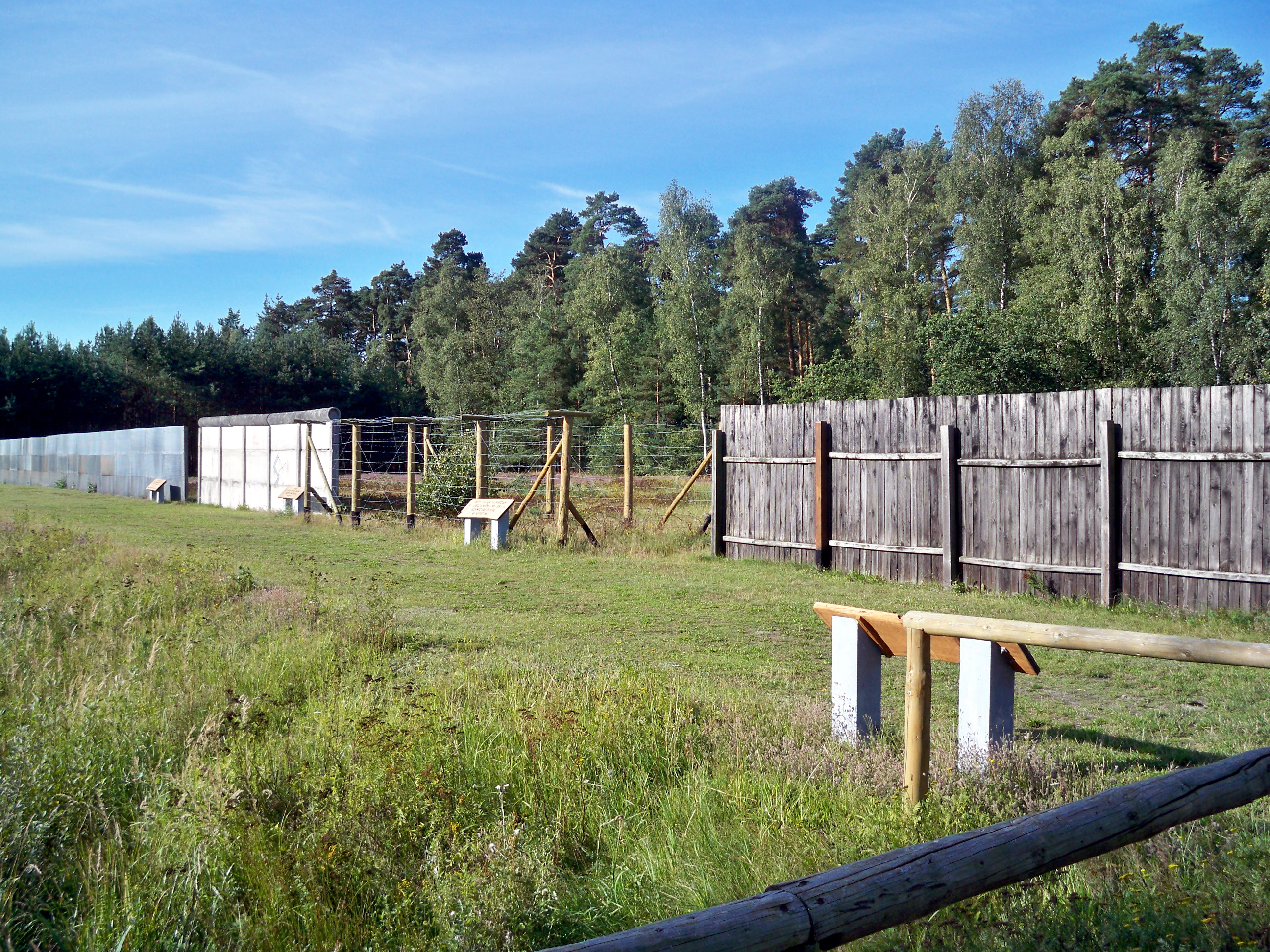
Grenzbefestigungen von 1952 bis 1989 (von rechts nach links) am Grenzlehrpfad

Das Museum betreibt einen Grenzlehrpfad, der südlich von Böckwitz liegt. Dort gibt es einen original erhaltenen Grenzbeobachtungsturm sowie chronologisch gestaffelte Grenzanlagen, die die geschichtliche Entwicklung der Absperrungen zwischen Böckwitz und Zicherie aufzeigen. Zur Eröffnung pflanzte Hans-Dietrich Genscher dort 1998 einen Ahorn.

### Kulturdenkmale
- Der Ortsfriedhof liegt im Nordosten des Dorfes.
- In der Ortsmitte steht ein Denkmal für die Gefallenen des Ersten und Zweiten Weltkrieges, eine Stele gekrönt mit einem steinernen Kreuz.[14]

## Wirtschaft und Infrastruktur

### Landwirtschaft
Bei der Bodenreform wurden 1945 folgende Flächen erfasst: Eine Besitzung über 100 Hektar mit 106 Hektar, 30 Besitzungen unter 100 Hektar hatten zusammen 583 Hektar, die Gemeinde hatte vier Hektar. 1946 wurden 106,6 Hektar enteignet und auf 17 Siedler aufgeteilt. Bereits im Jahre 1952 entstand die erste Landwirtschaftliche Produktionsgenossenschaft, die LPG Typ III „Voran“. 1959 wurde diese an die LPG Typ III „Karl Marx“ in Jahrstedt angeschlossen.

## Vereine
- Museumsverein für landwirtschaftliche Geräte und Maschinen, sowie für deutsch-deutsche Geschichte e. V., Träger des Museums
- Der Schützenverein Zicherie-Böckwitz e. V. wurde bereits 1872 in Böckwitz gegründet.[15]
- Schießsportgruppe Zicherie-Böckwitz von 1984 e. V.